# Frances Yates
Frances Amelia Yates (28 de noviembre de 1899 - 29 de septiembre de 1981) fue una historiadora inglesa especialista en ciertos aspectos esotéricos y ocultos de la época renacentista. Fue profesora del prestigioso Instituto Warburg en la Universidad de Londres.

## Trayectoria
Esta ensayista e investigadora inglesa ha tenido eco tardío en Europa, acaso por su posición tan discreta y algo marginal, centrado en la indagación. Gombrich señaló que Yates «siempre fue lectora de fuentes primarias, no secundarias; aunque su desprecio hacia las opiniones establecidas nos hiciera vacilar, debíamos aceptar que había llegado a entender la mentalidad de las eras pasadas de manera más directa que la mayor parte de nosotros». 
Destacan especialmente su sobresaliente obra sobre la mnemotecnia renacentista, El arte de la memoria, y sus diversos ensayos sobre Giordano Bruno o sobre John Dee y Shakespeare. Todo ello, sin olvidar dos monografías de amplio espectro histórico: El iluminismo rosacruz y La filosofía oculta en la época isabelina. En varios puntos desarrolla indagaciones de D. P. Walker, pero ofrece unas perspectivas inéditas, gracias a su cuidadoso contraste y al análisis de fuentes.
Pese a la naturaleza de sus temas de indagación renacentista, Yates está muy lejos de todo oscurantismo, pues se trata todos de estudios puramente históricos «de un movimiento histórico», claramente fechado. Su trabajo ha interesado a historiadores del arte y de la ciencia, a eruditos de la mejor estirpe y a estudiosos del pensamiento o de la psicología colectiva.

## Obras
- John Florio. The Life of an Italian in Shakespeare's England, Cambridge, 1934.
- The French Academies of the Sixteenth Century, Londres, 1947.
- The Valois Tapestries, Londres, 1959.
- Theatre of the World, Londres y Chicago, 1962.
- Giordano Bruno y la tradición hermética, Barcelona, Ariel, 1983; or. 1964.
- El arte de la memoria, Madrid, Taurus, 1974; or. 1966.
- El iluminismo Rosacruz, México, FCE, 1981; or. 1972.
- Las últimas obras de Shakespeare, México, FCE, 1986; or. 1975.
- Astrea. The Imperial Theme in the Sixteenth Century, Londres, 1975.
- La filosofía oculta en la época isabelina, México 1982; or. 1979.
- Collected Essays, 1983-1984: I. Lulio y Bruno (México, 1990); II. Renacimiento y reforma: la contribución italiana (México, 1991); y III. Ideas e ideales del renacimiento en el norte de Europa (México, 1993).